# Episodi di Guglielmo Tell
La prima e unica stagione della serie televisiva Guglielmo Tell è andata in onda nel Regno Unito dal 15 settembre 1958 al 15 giugno 1959 sulla Independent Television.
| nº | Titolo originale             | Titolo italiano             | Prima TV UK       | Prima TV Italia |
| -- | ---------------------------- | --------------------------- | ----------------- | --------------- |
| 1  | The Emperor's Hat            | Il cappello dell'imperatore | 15 settembre 1958 |                 |
| 2  | The Hostages                 |                             | 22 settembre 1958 |                 |
| 3  | The Secret Death             | La morte segreta            | 29 settembre 1958 |                 |
| 4  | The Gauntlet of St. Gerhardt |                             | 6 ottobre 1958    |                 |
| 5  | The Prisoner                 |                             | 13 ottobre 1958   |                 |
| 6  | Voice in the Night           | Una voce nella notte        | 20 ottobre 1958   |                 |
| 7  | The Assassins                | Gli assassini               | 27 ottobre 1958   |                 |
| 8  | The Baroness                 |                             | 3 novembre 1958   |                 |
| 9  | The Elixir                   | L'elisir                    | 10 novembre 1958  |                 |
| 10 | The Suspect                  | La condanna                 | 17 novembre 1958  |                 |
| 11 | The Cuckoo                   | Il cucù                     | 24 novembre 1958  |                 |
| 12 | The Bear                     | L'orso                      | 1º dicembre 1958  |                 |
| 13 | The Magic Powder             | La polvere magica           | 8 dicembre 1958   |                 |
| 14 | The Golden Wheel             |                             | 15 dicembre 1958  |                 |
| 15 | The Bride                    |                             | 22 dicembre 1958  |                 |
| 16 | The Boy Slaves               | I ragazzi prigionieri       | 29 dicembre 1958  |                 |
| 17 | The Young Widow              | La giovane vedova           | 5 gennaio 1959    |                 |
| 18 | Landslide                    | La frana                    | 12 gennaio 1959   |                 |
| 19 | The Trap                     | La trappola                 | 19 gennaio 1959   |                 |
| 20 | The Shrew                    |                             | 26 gennaio 1959   |                 |
| 21 | The Manhunt                  | Caccia all'uomo             | 2 febbraio 1959   |                 |
| 22 | The Killer                   |                             | 9 febbraio 1959   |                 |
| 23 | The Surgeon                  | Il medico militare          | 16 febbraio 1959  |                 |
| 24 | The Ensign                   | L'alfiere                   | 23 febbraio 1959  |                 |
| 25 | The Unwelcome Stranger       | Il forestiero indesiderato  | 9 marzo 1959      |                 |
| 26 | The Avenger                  |                             | 16 marzo 1959     |                 |
| 27 | The Bandit                   |                             | 23 marzo 1959     |                 |
| 28 | Gessler's Daughter           | La figlia di Gesler         | 30 marzo 1959     |                 |
| 29 | The General's Daughter       | La figlia del comandante    | 6 aprile 1959     |                 |
| 30 | The Raid                     | L'incursione                | 13 aprile 1959    |                 |
| 31 | Castle of Fear               | Il castello del terrore     | 20 aprile 1959    |                 |
| 32 | The Black Brothers           | I fratelli neri             | 27 aprile 1959    |                 |
| 33 | The Lost Letter              | La lettera smarrita         | 4 maggio 1959     |                 |
| 34 | Secret Weapon                |                             | 11 maggio 1959    |                 |
| 35 | The Master Spy               | La superspia                | 18 maggio 1959    |                 |
| 36 | The Traitor                  | Il traditore                | 25 maggio 1959    |                 |
| 37 | The Spider                   | Il ragno                    | 1º giugno 1959    |                 |
| 38 | The Mountain People          | I montanari                 | 8 giugno 1959     |                 |
| 39 | Undercover                   |                             | 15 giugno 1959    |                 |

## Il cappello dell'imperatore
- Prima televisiva: 15 settembre 1958
- Diretto da: Ralph Smart
- Scritto da: Rene Wilde

### Trama
- Guest star: Charles Houston (abitante del villaggio), Ernest Milton (Furst), Norman Mitchell (Frederick), Derren Nesbitt (sentinella)

## The Hostages
- Prima televisiva: 22 settembre 1958
- Diretto da: Peter Maxwell
- Scritto da: Doreen Montgomery

### Trama
- Guest star: Roy Purcell (Fritz), Celia Hewitt (Gretel), Peter Hammond (Hofmanstahl), James Booth (Franz)

## La morte segreta
- Prima televisiva: 29 settembre 1958
- Diretto da: Peter Maxwell
- Scritto da: Doreen Montgomery

### Trama
- Guest star: Howard Lang (Schmidt), Peter Welch (guardia), Sid James (Schaffer), Jack Lambert (giudice Furst), Peter Hammond (capitano Hofmanstahl)

## The Gauntlet of St. Gerhardt
- Prima televisiva: 6 ottobre 1958
- Diretto da: Peter Maxwell
- Scritto da: Doreen Montgomery
- Soggetto di: Ralph Smart

### Trama
- Guest star: Edward Judd (Trooper), Derren Nesbitt (capitano Werner), Howard Pays (maggiore Augustin), Ian Wallace (Abbot)

## The Prisoner
- Prima televisiva: 13 ottobre 1958
- Diretto da: Peter Maxwell
- Scritto da: John Kruse

### Trama
- Guest star: Bruce Seton (Bullinger), Richard Shaw (Tasker), John Howard Davies (Karl), Keith Pyott (Erlanger), Jerry Verno (Petitpierre), Michael Caine (Max)

## Una voce nella notte
- Prima televisiva: 20 ottobre 1958
- Diretto da: Terry Bishop
- Scritto da: Ralph Smart

### Trama
- Guest star: Michael Ripper (Schwarz), Derren Nesbitt (Frederick), Ronald Leigh-Hunt (Gunther), Jack Lambert (giudice Furst)

## Gli assassini
- Prima televisiva: 27 ottobre 1958
- Diretto da: Terry Bishop
- Scritto da: Ralph Smart

### Trama
- Guest star: Alfred Burke (Bolf), Willoughby Gray (capitano), Roy Purcell (Fritz), Edwin Richfield (Maddeaux)

## The Baroness
- Prima televisiva: 3 novembre 1958
- Diretto da: Peter Maxwell
- Scritto da: John Kruse

### Trama
- Guest star: Bruce Seton (Bullinger), Arthur Skinner (Johann), Olive McFarland (Hilde), Norma Purcell (Maria), Delphi Lawrence (Baroness)

## L'elisir
- Prima televisiva: 10 novembre 1958
- Diretto da: Terry Bishop
- Scritto da: Lindsay Galloway
- Soggetto di: Ralph Smart

### Trama
- Guest star: Jack Watling (Ferdinand), Ian Wallace (padre Abbott), John McCarthy (Jules), Hamlyn Benson (locandiere)

## La condanna
- Prima televisiva: 17 novembre 1958
- Diretto da: Quentin Lawrence
- Scritto da: Doreen Montgomery
- Soggetto di: Larry Forrester

### Trama
- Guest star: Edward Judd (ufficiale), John McCarthy (Emil), Peter Bennett (Gruner), Tommy Duggan (Waldmann), Harold Scott (Gaston), Sheila Raynor (Josephine), Marianne Benet (Dagma)

## Il cucù
- Prima televisiva: 24 novembre 1958
- Diretto da: Peter Maxwell
- Scritto da: Ralph Smart

### Trama
- Guest star: Jack Watling (Ferdinand), Peter Hammond (Hofmanstahl), David Davenport (sergente-at-Arms), George Benson (Conrad)

## L'orso
- Prima televisiva: 1º dicembre 1958
- Diretto da: Ernest Morris
- Scritto da: Doreen Montgomery
- Soggetto di: Michael Connor

### Trama
- Guest star: John Howard Davies (Bruno), Peter Hammond (Hofmanstahl), Graham Stewart (Hans), Meadows White (borgomastro)

## La polvere magica
- Prima televisiva: 8 dicembre 1958
- Diretto da: Peter Maxwell
- Scritto da: Martin Worth
- Soggetto di: Ralph Smart

### Trama
- Guest star: Anthony Parker (soldato), Henry Oscar (dottor Klein), Peter Hammond (Hofmanshtahl), Gerald Cross (Ludwig)

## The Golden Wheel
- Prima televisiva: 15 dicembre 1958
- Diretto da: Peter Maxwell
- Scritto da: Michael Connor

### Trama
- Guest star: Richard Warner (Head Man of Dosten), Willoughby Goddard (Gessler), Charles Ross (Fritz), Patrick Troughton (Hanzler), Derek Godfrey (Wolfgang)

## The Bride
- Prima televisiva: 22 dicembre 1958
- Diretto da: Quentin Lawrence
- Scritto da: Doreen Montgomery
- Soggetto di: John Kruse

### Trama
- Guest star: Glyn Owen (Anton), Nadja Regin (Maddelenna), Lloyd Lamble (Colondel), Derren Nesbitt (Master-at-Arms), Mary Webster (Marthe), Richard Bebb (capitano Huber)

## I ragazzi prigionieri
- Prima televisiva: 29 dicembre 1958
- Diretto da: Terry Bishop
- Scritto da: John Kruse

### Trama
- Guest star: Marjorie Rhodes (zia Maria), Derren Nesbitt (Schulenberg), Frazer Hines (Carl), Bryan Coleman (Count Heinemann)

## La giovane vedova
- Prima televisiva: 5 gennaio 1959
- Diretto da: Peter Maxwell
- Scritto da: Paul Christie

### Trama
- Guest star: Charles Houston (Paul), Peter Hammond (Hofmanstahl), Julian Somers (Kurt), Norma Parnell (Tina), Melissa Stribling (contessa von Markheim)

## La frana
- Prima televisiva: 12 gennaio 1959
- Diretto da: Terry Bishop
- Scritto da: John Kruse

### Trama
- Guest star: Marjorie Rhodes (zia Maria), Frank Thornton (Tax Collector), Charles Houston (Weber), Charles Lloyd Pack (Speckler), Wilfrid Brambell (Josef)

## La trappola
- Prima televisiva: 19 gennaio 1959
- Diretto da: Quentin Lawrence
- Scritto da: Doreen Montgomery
- Soggetto di: Max Savage

### Trama
- Guest star: Peter Torquill (Rudi), Colette Wilde (Ingrid), Walter Gotell (Oddices), Robert Shaw (Peter), Richard Burrell (Max)

## The Shrew
- Prima televisiva: 26 gennaio 1959
- Diretto da: Peter Maxwell
- Scritto da: Max Savage

### Trama
- Guest star: Roy Godfrey (Karl), Joanna Dunham (Gretel), Keith Pyatt (Hans), Harriette Johns (Gertrude), John Salew (colonnello Wentzel)

## Caccia all'uomo
- Prima televisiva: 2 febbraio 1959
- Diretto da: Peter Maxwell
- Scritto da: Doreen Montgomery
- Soggetto di: Ralph Smart

### Trama
- Guest star: Leslie Perrins (Count Hegel), Kevin Stoney (Heinrich), Cyril Chamberlain (Vogel), Scott Finch (Peter), Christopher Lee (Prince Erich)

## The Killer
- Prima televisiva: 9 febbraio 1959
- Diretto da: Peter Maxwell
- Scritto da: Lindsay Galloway

### Trama
- Guest star: Kevin Stoney (Strauss), Sally Travers (Frau Strauss), Monica Grey (Anna), Alex Scott (Klaus), Richard Vernon (Merchant), Derek Godfrey (Burgomaster)

## Il medico militare
- Prima televisiva: 16 febbraio 1959
- Diretto da: Peter Maxwell
- Scritto da: Doreen Montgomery

### Trama
- Guest star: Derek Aylward (Kramer), David Blake Kelly (Von Eckenburg), Frank Thornton (Heinburgher), Stanley Van Beers (farmacista)

## L'alfierel'e
- Prima televisiva: 23 febbraio 1959
- Diretto da: Quentin Lawrence
- Scritto da: Max Savage, Leslie Arliss

### Trama
- Guest star: Julian Somers (Hugo), Andre Van Gyseghem (Grand Duke), Edward Evans (Hoffman), John Maxim (Strauss), John Carson (Fritz)

## Il forestiero indesiderato
- Prima televisiva: 9 marzo 1959
- Diretto da: Peter Maxwell
- Scritto da: Paul Christie

### Trama
- Guest star: John McCarthy (Heinz), Derren Nesbitt (Martin), Norman MacOwan (Andreas), John Maxim (capitano Markheim), Susan Travers (Dina), Peter Swanwick (Hofer), David de Keyser (Karl)

## The Avenger
- Prima televisiva: 16 marzo 1959
- Diretto da: Anthony Squire
- Scritto da: Lindsay Galloway

### Trama
- Guest star: Ralph Michael (Quirini), Peter Reynolds (Hilaire), Willoughby Gray (Number One), Diana Lambert (Anna), Raymond Young (Alda), Derek Waring (Louis), John Le Mesurier (Duke of Burgundy)

## The Bandit
- Prima televisiva: 23 marzo 1959
- Diretto da: Anthony Squire
- Scritto da: Doreen Montgomery
- Soggetto di: Ralph Smart

### Trama
- Guest star: Simone Lovell (Eva), Michael Peake (Landlord), Kenneth Cope (Marco), Maurice Kaufmann (Carl), Brian Rawlinson (Rinaldo), Robert Raglan (Hans), William Abney (Fritz)

## La figlia di Gesler
- Prima televisiva: 30 marzo 1959
- Diretto da: Ernest Morris
- Scritto da: Lindsay Galloway

### Trama
- Guest star: Howard Pays (Vogler), Patsy Smart (infermiera), Michael Golden (Muller), Perlita Neilson (Anna Gessler), Catherine Finn (Frau Muller)

## La figlia del comandante
- Prima televisiva: 6 aprile 1959
- Diretto da: Peter Maxwell
- Scritto da: Ian Stuart Black

### Trama
- Guest star: Scott Finch (Stefan), Michael Caine (sergente Wiener), Bruce Seton (generale), Ann Hughes (Maria), Peter Torquill (caporale Muller)

## L'incursione
- Prima televisiva: 13 aprile 1959
- Diretto da: Leslie Arliss
- Scritto da: Leslie Arliss
- Soggetto di: Rene Wilde

### Trama
- Guest star: Tony Thawnton (Fritz), Terence Cooper (guardia), Michael Brennan (Hans), Peter Bennett (sergente)

## Il castello del terrore
- Prima televisiva: 20 aprile 1959
- Diretto da: Peter Maxwell
- Scritto da: Doreen Montgomery

### Trama
- Guest star: Ferdy Mayne (Gustav), Keith Rawlings (Hans), Edwin Richfield (Eric), Alan Rowe (Anton)

## I fratelli neri
- Prima televisiva: 27 aprile 1959
- Diretto da: Quentin Lawrence
- Scritto da: Doreen Montgomery

### Trama
- Guest star: Paul Stassino (Pietro), Warren Mitchell (Carlo), Roger Delgado (Luigi)

## La lettera smarrita
- Prima televisiva: 4 maggio 1959
- Diretto da: Terry Bishop
- Scritto da: Lindsay Galloway

### Trama
- Guest star: Olive McFarland (Vera), Derren Nesbitt (Frederick), John Dearth (Muller), Jack Lambert (giudice Furst), Alex Scott (Franz), Max Bacon (Cobbler)

## Secret Weapon
- Prima televisiva: 11 maggio 1959
- Diretto da: Ernest Morris
- Scritto da: Lindsay Galloway

### Trama
- Guest star: John Horsley (Jacques), Derrick Sherwin (Hans), Jack Watling (capitano)

## La superspia
- Prima televisiva: 18 maggio 1959

### Trama
- Guest star: Glyn Owen (Anton), Jack Watling (Ferdinand Hofmanstahl), Adrienne Corri (Mara), Harvey Hall (Heinz), Maureen Beck (Rosa)

## Il traditore
- Prima televisiva: 25 maggio 1959
- Diretto da: Peter Maxwell

### Trama
- Guest star: Bruce Seton (Bullinger), William Lucas (Kramer), Neil Hallett (Rothman)

## Il ragno
- Prima televisiva: 1º giugno 1959

### Trama
- Guest star: Howard Pays (Johan), Trevor Reid (Von Brenen), Robert Cawdron (capitano), John Horsley (Klaus), Shelagh Wilcocks (Gerda), Deborah Watling (bambino), Donald Pleasence (Spider)

## I montanari
- Prima televisiva: 8 giugno 1959
- Diretto da: Quentin Lawrence
- Scritto da: Doreen Montgomery
- Soggetto di: John Kruse

### Trama
- Guest star: John Dearth (maggiore Richter), Catherine Finn (Margit), Terence Cooper (Capt Kraus), Maureen Davis (Eve), Lee Montague (sergente Johann), Fred Johnson (padre), James Booth (Josef)

## Undercover
- Prima televisiva: 15 giugno 1959
- Diretto da: Ernest Morris
- Scritto da: Lindsay Galloway

### Trama
- Guest star: Ian Colin (Michaelis), John Longden (Reinhardt), Derek Bond (Emperor), Jill Browne (Magda), Stanley Van Beers (cancelliere), David Peel (Sebastian), Peter Welch (Johan)